# .378 Weatherby Magnum
Diseñado por Roy Weatherby en 1953 el .378 Weatherby Magnum es un cartucho belted magnum cuyo casquillo no parte de un cartucho predecesor. Weatherby se inspiró del .416 Rigby y el .375 H&H Magnum. Federal desarrolló el fulminante 215 magnum rifle primer específicamente para este cartucho que puede aguantar más de 7.13 granos (120 g) de pólvora. El casquillo del .378 Wby Mag, además del cinturón, tiene un hombro de radio doble característico de los otros Weatherby Magnum.
La motivación de Roy Weatherby para crear el .378 Wby Mag provino porque los rendimientos del .375 Weatherby Magnum no lograron superar significativamente a su predcesor, el .375 Holland & Holland Magnum con las pólvoras de la época. Si bien Roy Weatherby cazó un elefante africano en 1959 con un solo disparo mientras estaba de safari, en algunos países del África el mínimo permitido para la caza de animales peligrosos es de 10.16mm (.40"), motivo por el cual Weatherby tuvo que desarrollar otro calibre capaz de ajustarse a la norma Por Así es que Weatherby Respondió ampliando el cuello del casquillo del.378 a 11.63 mm (.458) y lo llamó el .460 Weatherby Magnum, el cual estuvo introducido en 1958.
Considerado un cartucho de safari, el .378 Weatherby Magnum es apropiado para cazar todo tipo de animales africanos, desde antílopes africanos grandes, cocodrilo del Nilo, hipopótamo, y los cinco grandes de África. Algunos cazadores en el continente norteamericano emplean el .378 Wby Mag para cazar wapiti americano, osos pardos, y oso polar.
El .378 Weatherby genera un considerable retroceso, en promedio, de 104 J en un rifle de 4.1 kg (9 lb). Considerablemente mayor al .30-06 Springfield del mismo peso genera 27 J o 49 J en un .375 H&H Magnum.